# Mickey Moonlight
Mickey Moonlight er en Electronica-producer fra Storbritannien.